# West Fargo (Dakota do Norte)
West Fargo é uma cidade localizada no estado norte-americano da Dakota do Norte, no Condado de Cass.

## Geografia
De acordo com o United States Census Bureau, a cidade tem uma área de 38 km², dos quais 37,4 km² estão cobertos por terra e 0,70 por água.

### Localidades na vizinhança
O diagrama seguinte representa as localidades num raio de 12 km ao redor de West Fargo.

## Demografia
Segundo o censo nacional de 2010, a sua população é de 25 830 habitantes e sua densidade populacional é de 690,65 hab/km². É a quinta cidade mais populosa do estado. A cidade possui 10 760 residências, que resulta em uma densidade de 287,70 residências/km².